# Treptacantha abies-marina
Espèce
Treptacantha abies-marina (synonyme : Cystoseira abies-marina) est une espèce d’algues brunes de la famille des Sargassaceae.

## Nomenclature
Treptacantha abies-marina a pour synonymes selon AlgaeBase (30 août 2020) :
- synonymes homotypiques :
  - Fucus abies-marinus S.G.Gmel., 1768 ;
  - Cystoseira abies-marina (S.G.Gmel.) C.Agardh, 1820 ;
- synonymes hétérotypiques :
  - Fucus corniculatus Wulfen, 1786 ;
  - Phyllacantha moniliformis Kütz., 1843 ;
  - Treptacantha gracillima Kütz., 1843 ;
  - Treptacantha montagnei Kütz., 1849.

## Distribution
Son aire de distribution s'étend entre les côtes de la mer Méditerranée, les îles de la Macaronésie et les côtes africaines du nord-ouest.